# Liste der Musikalben, die am längsten in den deutschen Albumcharts verweilten

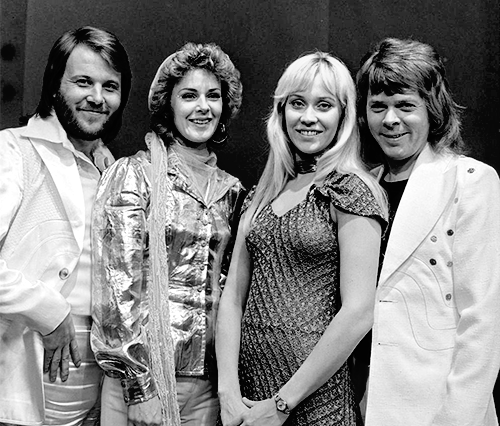
ABBA landeten mit dem Album ABBA Gold – Greatest Hits den zweiterfolgreichsten „Dauerbrenner“ in den deutschen Albumcharts.

Die Liste der Musikalben, die am längsten in den deutschen Albumcharts verweilten, ist eine Übersicht von Musikalben, die sich besonders lange in den deutschen Albumcharts platzieren konnten.
Der erfolgreichste „Dauerbrenner“ stammt vom deutschen Kindermusikprojekt Simone Sommerland, Karsten Glück und die Kita-Frösche und wurde 2010 veröffentlicht. Ihr Album Die 30 besten Spiel- und Bewegungslieder konnte sich bislang 548 Wochen in den deutschen Albumcharts platzieren. Die ältesten Werke stammen aus dem Jahr 1962 und platzierten sich in der ersten Chartausgabe vom 15. Juli 1962. Es handelt sich dabei um My Fair Lady – Deutsche Originalaufnahme von Karin Hübner und Paul Hubschmid sowie den Soundtrack zu Porgy & Bess. Während My Fair Lady – Deutsche Originalaufnahme das erste Nummer-eins-Album der deutschen Chartgeschichte ist, belegte Porgy und Bess (O.S.T.) Rang zwei in der ersten Chartausgabe der Geschichte.

## Hinweise zur Interpretation der aufgeführten Statistiken
Die hier dargestellte Auswertung bietet eine Übersicht von Musikalben, die sich besonders lange in den offiziellen Albumcharts der Bundesrepublik Deutschland platzierten. Aufgrund der besseren Übersicht beschränkt sich diese Liste auf Werke, die sich länger als 104 Wochen in den Albumcharts platzieren konnten. Maßgeblich hierfür sind die einzelnen Chartausgaben beziehungsweise Chartwochen, nicht der komplette Zeitraum zwischen der erstmaligen und letztmaligen Platzierung in den Charts. Die Liste gibt die tatsächlichen Wochen wieder, sodass monatliche sowie halbmonatliche Chartangaben in Wochen umgewandelt wurden, dadurch sind auch Titel mit 104 Wochen in der Liste zu finden, weil diese abgerundet auf 104 Wochen kommen, jedoch länger als 728 Tage in den Charts vertreten waren. Zwischen 1984 und 2007 gab es Jahrgänge, in denen zwischen den Jahren keine Chartausgaben veröffentlicht wurden, hierbei wurde die jeweilige Folgewoche doppelt gewertet, weil die Verkäufe einen Erhebungszeitraum von zwei Wochen abbilden. Der Artikel führt alle Alben chronologisch absteigend nach der Verweildauer in den Charts auf, bei gleicher Verweildauer sind die Titel aufsteigend nach der letzten Chartwoche sortiert. Darüber hinaus beinhaltet die Tabelle Informationen zu den Musiklabels, dem Vertrieb, der Höchstplatzierung, dem erstmaligen Charteintritt sowie der letzten Chartwoche, in der sich ein Album platzieren konnte, sowie den bekannten Gold- und Platinauszeichnungen beziehungsweise den nachweisbaren Verkaufszahlen. Alben, die sich aktuell in den Charts befinden, sind grün hervorgehoben.

## Problematik

### Chartumfang
Albumcharts gibt es in Deutschland seit dem 15. Juli 1962. Zunächst erschienen diese in einem Umfang von 25 bis 50 Plätzen in der Zeitschrift Musikmarkt. Ab September 1977 übernahm Media Control die Chartermittlung und veröffentlichte fortan konsequent Top-50-Hitparaden. Mit Beginn des Jahres 1980 verfügten die Albumcharts über mindestens 65 Plätze, die Anzahl der Plätze schwankte in den Folgejahren zwischen 65 und 100. Erst seit dem 3. August 1992 wurde auf den stetigen und heute noch gültigen Umfang von 100 Plätzen erweitert.

### Turnus
Die Albumcharts erschienen zunächst mit ihrer Einführung monatlich zum 15. einen jeden Monats. Am 15. Dezember 1976 fand eine Änderung hinsichtlich des Zeitraumes der Chartveröffentlichungen statt. Die Albumcharts wurden fortan zweimal monatlich am 1. und am 15. publiziert. Am 4. September 1978 stellte man auf die heute noch praktizierte wöchentliche Erscheinungsweise um.

### Publikation
Als Nachweise für die Chartinformationen dienen das offizielle Chartarchiv der GfK Entertainment (offiziellecharts.de) sowie die Datenbank von chartsurfer.de. Beide Quellen bringen jedoch einige Probleme mit sich:
- Das offizielle Chartarchiv der GfK Entertainment bietet erst ab dem 3. Januar 1977 ein umfassendes und vollständiges Chartarchiv mit Chartverläufen.[4] Das Archiv beinhaltet auch Charterfolge zwischen dem 15. Juli 1962 und dem 3. Januar 1977, allerdings ohne Chartverläufe, Austrittsdaten und die „Wochenangaben“ richten sich nicht nach den tatsächlichen Wochen, sondern nach den Chartausgaben.[5] So wird ein Album, das im Jahr 1962 eine Monatsausgabe in den Charts vertreten war, mit einer Woche anstatt gerundeten vier Wochen aufgeführt. Dies kann dazu führen, dass ein Titel zwölf Monate in den Charts verweilte, jedoch seitens der GfK nur mit zwölf Wochen aufgeführt wird. Als Beispiel hierzu dient Ich hab’ mein Herz in Germany verloren von Gus Backus. Das Album stieg am 15. September 1962 in die Albumcharts ein und verweilte dort bis zum 14. Dezember 1962.[6] Das Album blieb während des monatlichen Chartturnus für drei Monate bzw. 91 Tage (13 Wochen) in den deutschen Albumcharts, wird allerdings seitens der GfK nur mit drei Wochen aufgeführt.[7]
- Die Datenbank von chartsurfer.de verfügt über ein Chartarchiv ab dem 15. Juli 1962.[8] Probleme, die hier in Erscheinung treten, sind zum einen, dass der Datenbank die Rechte zur Vervielfältigung der Chartplatzierungen ab dem 11. Januar 1999 fehlen,[9][10] zum anderen werden monatliche und halbmonatliche Chartausgaben immer mit vier beziehungsweise zwei Wochen gewertet, sodass ein Titel, der zwölf Monate in den Charts verweilte, mit 48 Wochen berücksichtigt wird. Hier auch das Beispiel Ich hab’ mein Herz in Germany verloren, das seitens chartsurfer.de mit zwölf Wochen geführt wird.[6]

### Verschiedene Variationen
Die beiden Quellen chartsurfer.de und offiziellecharts.de weichen bei manchen Albumvariationen voneinander ab. Während chartsurfer.de den Soundtrack zu Die Eiskönigin – Völlig unverfroren mit 207 Chartwochen listet, führt offiziellecharts.de das Album mit 202 Wochen. In Deutschland besteht die Besonderheit, dass die Verkäufe von Alben, die sich inhaltlich stark ähneln, zusammenaddiert werden. Die sogenannte „Titelidentität“ ist gegeben, wenn der Hauptbestandteil mindestens zu 70 % übereinstimmt. Diese „Titelidentität“ sorgt durch die unterschiedlichen Betrachtungsweisen von chartsurfer.de und offiziellecharts.de zu Abweichungen bei manchen Alben. Dieser Artikel stützt sich dabei auf die Varianten von offiziellecharts.de, weil es sich hierbei um die offizielle Datenbank der GfK Entertainment handelt.

## Liste der Dauerbrenner in den deutschen Albumcharts
| Titel                                                    | Interpret(en)                                           | Musiklabel (Vertrieb)        | Wochen | Höchste Platzierung | Erste Chartwoche | Letzte Chartwoche | Verkäufe                                                   |
| -------------------------------------------------------- | ------------------------------------------------------- | ---------------------------- | ------ | ------------------- | ---------------- | ----------------- | ---------------------------------------------------------- |
| Die 30 besten Spiel- und Bewegungslieder                 | Simone Sommerland, Karsten Glück und die Kita-Frösche   | Lamp und Leute (UMG)         | 548    | 31                  | 11.03.2011       | 15.08.2025        | 3× Platin (600.000+)                                       |
| ABBA Gold – Greatest Hits                                | ABBA                                                    | Polygram (UMG)               | 465    | 1                   | 05.10.1992       | 03.01.2025        | 5× Platin (2.500.000+)                                     |
| Stadtaffe                                                | Peter Fox                                               | Downbeat Records (WMG)       | 440    | 1                   | 10.10.2008       | 15.08.2025        | 15× Gold (1.500.000+)                                      |
| Best of Helene Fischer                                   | Helene Fischer                                          | Electrola (EMI)              | 374    | 2                   | 18.06.2010       | 20.10.2023        | 10× Platin (2.000.000+)                                    |
| ÷ (Divide)                                               | Ed Sheeran                                              | Atlantic Records (WMG)       | 370    | 1                   | 10.03.2017       | 15.08.2025        | 5× Platin (1.000.000+)                                     |
| Best Of                                                  | Andrea Berg                                             | Ariola (Sony BMG)            | 352    | 13                  | 22.10.2001       | 16.04.2021        | 17× Gold (2.550.000+)                                      |
| Wish You Were Here                                       | Pink Floyd                                              | Harvest Records (EMI)        | 345    | 4                   | 15.10.1975       | 28.01.2022        | Platin (500.000+)                                          |
| 1962–1966                                                | The Beatles                                             | Apple Records (EMI)          | 326    | 2                   | 15.05.1973       | 12.01.2024        | 4× Platin (2.000.000+)                                     |
| 1967–1970                                                | The Beatles                                             | Apple Records (EMI)          | 324    | 2                   | 15.06.1973       | 12.01.2024        | 3× Platin (1.500.000+)                                     |
| Nevermind                                                | Nirvana                                                 | Geffen Records (WMG)         | 302    | 3                   | 02.12.1991       | 15.08.2025        | 2× Platin (1.000.000+)                                     |
| Unbetitelt                                               | Rammstein                                               | Rammstein (UMG)              | 298    | 1                   | 24.05.2019       | 04.07.2025        | 3× Platin (600.000+)                                       |
| My Fair Lady – Deutsche Originalaufnahme                 | Soundtrack                                              | Philips Records (UMG)        | 296    | 1                   | 15.07.1962       | 15.03.1968        | Diamant (500.000+)                                         |
| Raop                                                     | Cro                                                     | Chimperator Productions (GA) | 293    | 1                   | 20.07.2012       | 15.08.2025        | 7× Gold (700.000+)                                         |
| When We All Fall Asleep, Where Do We Go?                 | Billie Eilish                                           | Interscope Records (UMG)     | 288    | 3                   | 05.04.2019       | 15.08.2025        | 3× Gold (300.000+)                                         |
| The Fame                                                 | Lady Gaga                                               | Interscope Records (UMG)     | 281    | 1                   | 03.10.2008       | 15.08.2025        | 6× Platin (1.200.000+)                                     |
| Born to Die                                              | Lana Del Rey                                            | Polydor (UMG)                | 276    | 1                   | 10.02.2012       | 15.08.2025        | 4× Platin (800.000+)                                       |
| Metallica                                                | Metallica                                               | Vertigo Records (UMG)        | 270    | 1                   | 26.08.1991       | 15.08.2025        | 4× Platin (2.000.000+)                                     |
| Hybrid Theory                                            | Linkin Park                                             | Warner Music (WMG)           | 270    | 2                   | 19.02.2001       | 15.08.2025        | 3× Platin (900.000+)                                       |
| Simon and Garfunkel’s Greatest Hits                      | Simon & Garfunkel                                       | Columbia Records (Sony)      | 265    | 6                   | 15.09.1972       | 03.11.1980        | 2× Platin (1.000.000+)                                     |
| The Platinum Collection: Greatest Hits I, II & III       | Queen                                                   | Island Records (UMG)         | 262    | 5                   | 25.12.2000       | 03.02.2023        | Platin (300.000+)                                          |
| Back to Black                                            | Amy Winehouse                                           | Island Records (UMG)         | 258    | 1                   | 16.03.2007       | 25.04.2025        | 3× Platin (1.200.000+)                                     |
| Farbenspiel                                              | Helene Fischer                                          | Polydor (UMG)                | 248    | 1                   | 18.10.2013       | 01.12.2023        | 13× Platin (2.600.000+)                                    |
| Thriller                                                 | Michael Jackson                                         | Epic Records (Sony)          | 240    | 1                   | 24.01.1983       | 15.08.2025        | 3× Platin (1.500.000+)                                     |
| 21                                                       | Adele                                                   | XL Recordings (Indigo)       | 224    | 1                   | 04.02.2011       | 08.08.2025        | 8× Platin (1.600.000+)                                     |
| Mutter                                                   | Rammstein                                               | Motor Music (UMG)            | 222    | 1                   | 16.04.2001       | 01.08.2025        | 3× Platin (900.000+)                                       |
| The Eminem Show                                          | Eminem                                                  | Shady Records (UMG)          | 220    | 1                   | 10.06.2002       | 15.08.2025        | 3× Platin (900.000+)                                       |
| Greatest Hits                                            | Queen                                                   | Parlophone (EMI)             | 219    | 1                   | 09.11.1981       | 22.12.2023        | 7× Gold (1.750.000+)                                       |
| The Dark Side of the Moon                                | Pink Floyd                                              | Harvest Records (EMI)        | 217    | 3                   | 15.04.1973       | 04.04.2025        | 3× Platin (1.500.000+)                                     |
| Meteora                                                  | Linkin Park                                             | Warner Music (WMG)           | 216    | 1                   | 07.04.2003       | 15.08.2025        | 5× Platin (1.000.000+)                                     |
| Sour                                                     | Olivia Rodrigo                                          | Geffen Records (UMG)         | 213    | 5                   | 28.05.2021       | 15.08.2025        | Gold (100.000+)                                            |
| Die Eiskönigin – Völlig unverfroren                      | Soundtrack                                              | Walt Disney Records (UMG)    | 205    | 18                  | 13.12.2013       | 24.01.2025        | 4× Platin (800.000+)                                       |
| × (Multiply)                                             | Ed Sheeran                                              | Atlantic Records (WMG)       | 203    | 1                   | 04.07.2014       | 18.07.2025        | Diamant (750.000+)                                         |
| Gone to Earth                                            | Barclay James Harvest                                   | Polydor (UMG)                | 200    | 10                  | 15.12.1977       | 16.11.1981        | Platin (500.000+)                                          |
| Platte                                                   | Apache 207                                              | TwoSides (Sony)              | 200    | 4                   | 01.11.2019       | 15.08.2025        | Platin (200.000+)                                          |
| Fine Line                                                | Harry Styles                                            | Columbia Records (Sony)      | 199    | 14                  | 20.12.2019       | 19.01.2024        | Gold (100.000+)                                            |
| Astroworld                                               | Travis Scott                                            | Epic Records (Sony)          | 190    | 4                   | 10.08.2018       | 08.08.2025        | Gold (100.000+)                                            |
| Tales of Mystery and Imagination                         | The Alan Parsons Project                                | Charisma Records (UMG)       | 189    | 11                  | 15.04.1977       | 28.03.2025        | Platin (500.000+)                                          |
| Good Girl Gone Bad                                       | Rihanna                                                 | Def Jam Recordings (UMG)     | 189    | 4                   | 22.06.2007       | 15.08.2025        | 4× Platin (800.000+)                                       |
| West Side Story                                          | Soundtrack                                              | Columbia Records (UA)        | 187    | 1                   | 15.10.1962       | 15.05.1966        | Gold (250.000+)                                            |
| Santana’s Greatest Hits                                  | Santana                                                 | Columbia Records (Sony)      | 187    | 11                  | 15.09.1974       | 04.09.1978        | Platin (500.000+)                                          |
| Bis ans Ende der Welt                                    | Santiano                                                | We Love Music (UMG)          | 187    | 1                   | 17.02.2012       | 05.01.2018        | 13× Gold (1.300.000+)                                      |
| Teenage Dream                                            | Katy Perry                                              | Capitol Records (EMI)        | 183    | 5                   | 10.09.2010       | 15.08.2025        | Platin (200.000+)                                          |
| Die 30 besten Schlaflieder für Kinder                    | Simone Sommerland, Karsten Glück und die Kita-Frösche   | Lamp und Leute (UMG)         | 183    | 37                  | 01.01.2021       | 15.08.2025        | Platin (200.000+)                                          |
| Alles nix Konkretes                                      | AnnenMayKantereit                                       | Vertigo Records (UMG)        | 182    | 1                   | 25.03.2016       | 15.09.2023        | 5× Gold (500.000+)                                         |
| The Wall                                                 | Pink Floyd                                              | Harvest Records (EMI)        | 178    | 1                   | 17.12.1979       | 06.01.2023        | 2× Platin (2.000.000+)                                     |
| After Hours                                              | The Weeknd                                              | Republic Records (UMG)       | 174    | 5                   | 27.03.2020       | 08.08.2025        | Gold (100.000+)                                            |
| Alles                                                    | Wolfgang Petry                                          | Hansa Records (BMG Ariola)   | 170    | 1                   | 09.09.1996       | 25.09.2000        | 2× Platin (2.000.000+)                                     |
| The Greatest Showman: Original Motion Picture Soundtrack | Soundtrack                                              | Atlantic Records (WMG)       | 170    | 5                   | 05.01.2018       | 28.02.2025        | Gold (100.000+)                                            |
| Reputation                                               | Taylor Swift                                            | Big Machine Records (UMG)    | 169    | 2                   | 17.11.2017       | 15.08.2025        | Gold (100.000+)                                            |
| Buena Vista Social Club                                  | Buena Vista Social Club                                 | World Circuit (Indigo)       | 168    | 1                   | 04.08.1997       | 02.09.2022        | 3× Gold (750.000+)                                         |
| Folklore                                                 | Taylor Swift                                            | Republic Records (UMG)       | 166    | 5                   | 31.07.2020       | 15.08.2025        | Gold (100.000+)                                            |
| Loose                                                    | Nelly Furtado                                           | Geffen Records (UMG)         | 161    | 1                   | 23.06.2006       | 15.08.2025        | 6× Platin (1.200.000+)                                     |
| Männer sind Schweine, Frauen aber auch                   | Mario Barth                                             | Zampano Records (Sony BMG)   | 157    | 3                   | 11.11.2005       | 21.11.2008        | Videoalbum: 12× Platin (600.000+) · Album: Gold (100.000+) |
| Große Freiheit                                           | Unheilig                                                | Vertigo Records (UMG)        | 157    | 1                   | 05.03.2010       | 01.03.2013        | 9× Platin (1.800.000+)                                     |
| Lover                                                    | Taylor Swift                                            | Republic Records (UMG)       | 157    | 2                   | 30.08.2019       | 15.08.2025        | Platin (200.000+)                                          |
| Wiener Spaziergänge                                      | Peter Alexander                                         | Polydor (DG)                 | 156    | 5                   | 15.11.1962       | 15.01.1966        | n/a                                                        |
| Crime of the Century                                     | Supertramp                                              | A&M Records (UMG)            | 155    | 5                   | 15.07.1977       | 30.01.2015        | Gold (250.000+)                                            |
| Vom selben Stern                                         | Ich + Ich                                               | Polydor (UMG)                | 155    | 1                   | 13.07.2007       | 01.10.2010        | 6× Platin (1.200.000+)                                     |
| Brothers in Arms                                         | Dire Straits                                            | Vertigo Records (PPI)        | 155    | 1                   | 27.05.1985       | 15.08.2025        | Platin (1.000.000+)                                        |
| Mit den Gezeiten                                         | Santiano                                                | We Love Music (UMG)          | 154    | 1                   | 24.05.2013       | 07.04.2017        | 6× Platin (1.200.000+)                                     |
| Für einen Tag                                            | Helene Fischer                                          | Electrola (EMI)              | 150    | 1                   | 28.10.2011       | 24.10.2014        | 4× Platin (800.000+)                                       |
| Home Sweet Home                                          | Andreas Gabalier                                        | Electrola (UMG)              | 150    | 4                   | 21.06.2013       | 22.06.2018        | 7× Gold (700.000+)                                         |
| Muttersprache                                            | Sarah Connor                                            | Polydor (UMG)                | 149    | 1                   | 29.05.2015       | 26.08.2022        | 11× Gold (1.100.000+)                                      |
| Herzeleid                                                | Rammstein                                               | Motor Music (Polygram)       | 147    | 2                   | 23.10.1995       | 23.06.2023        | 2× Platin (1.000.000+)                                     |
| 4630 Bochum                                              | Herbert Grönemeyer                                      | EMI (EMI)                    | 147    | 1                   | 28.05.1984       | 12.07.2024        | 11× Gold (2.750.000+)                                      |
| Starboy                                                  | The Weeknd                                              | Republic Records (UMG)       | 147    | 10                  | 02.12.2016       | 27.06.2025        | Platin (200.000+)                                          |
| Herz Kraft Werke                                         | Sarah Connor                                            | Polydor (UMG)                | 146    | 1                   | 07.06.2019       | 06.01.2023        | 2× Platin (400.000+)                                       |
| Greatest Hits II                                         | Queen                                                   | Parlophone (EMI)             | 144    | 2                   | 11.11.1991       | 23.12.2022        | 9× Gold (2.250.000+)                                       |
| Future Nostalgia                                         | Dua Lipa                                                | Warner Music (WMG)           | 144    | 4                   | 03.04.2020       | 04.04.2024        | Gold (100.000+)                                            |
| 1989                                                     | Taylor Swift                                            | Big Machine Records (UMG)    | 144    | 4                   | 07.11.2014       | 15.08.2025        | Platin (200.000+)                                          |
| Come Away with Me                                        | Norah Jones                                             | Blue Note Records (EMI)      | 143    | 2                   | 13.05.2002       | 06.05.2022        | 5× Gold (750.000+)                                         |
| Back in Black                                            | AC/DC                                                   | Atlantic Records (WMG)       | 143    | 1                   | 18.08.1980       | 15.08.2025        | 2× Platin (1.000.000+)                                     |
| Doo-Wops & Hooligans                                     | Bruno Mars                                              | Elektra Records (WMG)        | 142    | 1                   | 28.01.2011       | 15.08.2025        | 5× Gold (500.000+)                                         |
| AM                                                       | Arctic Monkeys                                          | Domino Records (Goodtogo)    | 142    | 3                   | 20.09.2013       | 15.08.2025        | n/a                                                        |
| Abenteuer                                                | Andrea Berg                                             | Ariola (Sony)                | 140    | 1                   | 14.10.2011       | 08.04.2016        | 5× Platin (1.000.000+)                                     |
| Piece by Piece                                           | Katie Melua                                             | Dramatico (RTD)              | 139    | 2                   | 10.10.2005       | 30.05.2008        | 4× Platin (800.000+)                                       |
| Elvis Forever – 32 Hits                                  | Elvis Presley                                           | RCA Records (RCA)            | 138    | 2                   | 15.11.1974       | 12.02.1979        | Platin (500.000+)                                          |
| Midnights                                                | Taylor Swift                                            | Republic Records (UMG)       | 138    | 1                   | 28.10.2022       | 13.06.2025        | Gold (100.000+)                                            |
| Bad                                                      | Michael Jackson                                         | Epic Records (CBS)           | 137    | 1                   | 14.09.1987       | 07.09.2018        | 4× Platin (2.000.000+)                                     |
| Rumours                                                  | Fleetwood Mac                                           | Warner Music (WMG)           | 137    | 5                   | 15.04.1977       | 15.08.2025        | 5× Gold (1.250.000+)                                       |
| I Robot                                                  | The Alan Parsons Project                                | Arista Records (EMI)         | 136    | 2                   | 01.08.1977       | 19.05.1980        | Gold (250.000+)                                            |
| Helene Fischer                                           | Helene Fischer                                          | Polydor (UMG)                | 136    | 1                   | 19.05.2017       | 07.01.2022        | 5× Platin (1.000.000+)                                     |
| Hey                                                      | Andreas Bourani                                         | Vertigo Records (UMG)        | 135    | 3                   | 23.05.2014       | 27.01.2017        | 7× Gold (700.000+)                                         |
| Dangerous                                                | Michael Jackson                                         | Epic Records (Sony)          | 135    | 1                   | 02.12.1991       | 31.08.2018        | 4× Platin (2.000.000+)                                     |
| Rausch                                                   | Helene Fischer                                          | Polydor (UMG)                | 135    | 1                   | 22.10.2021       | 03.01.2025        | 2× Platin (400.000+)                                       |
| Weißes Herz                                              | Ayliva                                                  | Whiteheart Records (WMG)     | 135    | 6                   | 15.07.2022       | 13.06.2025        | Gold (100.000+)                                            |
| Tape                                                     | Mark Forster                                            | Four Music (Sony)            | 133    | 2                   | 10.06.2016       | 26.04.2019        | 2× Platin (400.000+)                                       |
| Beyond Hell / Above Heaven                               | Volbeat                                                 | Vertigo Records (UMG)        | 131    | 3                   | 24.09.2010       | 14.05.2021        | 5× Gold (500.000+)                                         |
| Porgy and Bess                                           | Soundtrack                                              | Philips Records (PPI)        | 130    | 2                   | 15.07.1962       | 15.02.1965        | n/a                                                        |
| Shoot for the Stars, Aim for the Moon                    | Pop Smoke                                               | Republic Records (UMG)       | 130    | 9                   | 10.07.2020       | 22.09.2023        | Gold (100.000+)                                            |
| Von Liebe, Tod und Freiheit                              | Santiano                                                | We Love Music (UMG)          | 129    | 1                   | 05.06.2015       | 06.04.2018        | 4× Platin (800.000+)                                       |
| Na und?!                                                 | Ben Zucker                                              | Airforce1 (UMG)              | 129    | 4                   | 30.06.2017       | 10.01.2020        | 5× Gold (500.000+)                                         |
| Palmen aus Plastik                                       | Bonez MC & RAF Camora                                   | Auf!Keinen!Fall! (UMG)       | 129    | 1                   | 16.09.2016       | 04.07.2025        | 2× Platin (400.000+)                                       |
| Glas                                                     | Nina Chuba                                              | Jive Records (Sony)          | 129    | 1                   | 03.03.2023       | 15.08.2025        | Gold (100.000+)                                            |
| Seiltänzertraum                                          | Pur                                                     | Intercord (EMI)              | 128    | 2                   | 30.08.1993       | 05.02.1996        | 3× Platin (1.500.000+)                                     |
| Made in Germany 1995–2011                                | Rammstein                                               | Vertigo Records (UMG)        | 128    | 1                   | 16.12.2011       | 17.06.2022        | 5× Gold (500.000+)                                         |
| Songs der Welt                                           | Esther & Abi Ofarim                                     | Philips Records (PPI)        | 126    | 2                   | 15.06.1964       | 15.10.1966        | Gold (250.000+)                                            |
| Zaz                                                      | Zaz                                                     | Play on Records (Sony)       | 126    | 3                   | 15.10.2010       | 09.01.2015        | 2× Platin (400.000+)                                       |
| HIStory – Past, Present and Future Book I                | Michael Jackson                                         | Epic Records (Sony)          | 124    | 1                   | 26.06.1995       | 07.09.2018        | 3× Platin (1.500.000+)                                     |
| Zeit                                                     | Rammstein                                               | Rammstein (UMG)              | 123    | 1                   | 06.05.2022       | 06.09.2024        | 3× Gold (300.000+)                                         |
| MTV Unplugged – Live aus dem Hotel Atlantic              | Udo Lindenberg                                          | Starwatch (WMG)              | 122    | 1                   | 30.09.2011       | 21.01.2022        | 11× Gold (1.100.000+)                                      |
| Pyramid                                                  | The Alan Parsons Project                                | Arista Records (EMI)         | 122    | 3                   | 15.06.1978       | 30.08.2024        | Platin (500.000+)                                          |
| Stegreifgeschichten                                      | Jürgen von Manger                                       | Philips Records (PPI)        | 121    | 1                   | 15.03.1963       | 15.06.1965        | Gold (250.000+)                                            |
| Minutes to Midnight                                      | Linkin Park                                             | Warner Music (WMG)           | 120    | 1                   | 25.05.2007       | 15.08.2025        | 7× Gold (700.000+)                                         |
| Palmen aus Plastik 2                                     | Bonez MC & RAF Camora                                   | Vertigo Records (UMG)        | 118    | 1                   | 12.10.2018       | 23.09.2022        | Gold (100.000+)                                            |
| ?                                                        | XXXTentacion                                            | Bad Vibes Forever (UMG)      | 118    | 13                  | 23.03.2018       | 24.01.2025        | Gold (100.000+)                                            |
| Californication                                          | Red Hot Chili Peppers                                   | Warner Music (WMG)           | 118    | 2                   | 21.06.1999       | 15.08.2025        | 3× Gold (750.000+)                                         |
| Träumereien                                              | Richard Clayderman                                      | Telefunken (Decca)           | 117    | 1                   | 19.03.1979       | 15.06.1981        | 2× Platin (1.000.000+)                                     |
| Bauch und Kopf                                           | Mark Forster                                            | Four Music (Sony)            | 117    | 10                  | 30.05.2014       | 23.06.2017        | 5× Gold (500.000+)                                         |
| Das große Leben                                          | Rosenstolz                                              | Island Records (UMG)         | 117    | 1                   | 17.03.2006       | 21.03.2025        | 11× Gold (1.100.000+)                                      |
| One Love                                                 | David Guetta                                            | Virgin Records (EMI)         | 117    | 2                   | 04.09.2009       | 15.08.2025        | 5× Gold (500.000+)                                         |
| Treppenhaus                                              | Apache 207                                              | TwoSides (Sony)              | 116    | 1                   | 07.08.2020       | 07.06.2024        | Gold (100.000+)                                            |
| Encore                                                   | David Garrett                                           | Decca Records (UMG)          | 114    | 7                   | 07.11.2008       | 06.01.2012        | 5× Gold (500.000+)                                         |
| Mountain Man                                             | Andreas Gabalier                                        | Electrola (UMG)              | 114    | 1                   | 22.05.2015       | 27.07.2018        | 3× Gold (300.000+)                                         |
| Schlagschatten                                           | AnnenMayKantereit                                       | Vertigo Records (UMG)        | 114    | 2                   | 14.12.2018       | 15.09.2023        | Platin (200.000+)                                          |
| Harry’s House                                            | Harry Styles                                            | Columbia Records (Sony)      | 114    | 1                   | 27.05.2022       | 02.08.2024        | Gold (100.000+)                                            |
| Over the Hump                                            | The Kelly Family                                        | Kel-Life (EMI)               | 114    | 1                   | 19.09.1994       | 25.10.2024        | 9× Gold (3.000.000+)                                       |
| Berlin Calling                                           | Paul Kalkbrenner                                        | BPitch Control (RTD)         | 113    | 31                  | 11.09.2009       | 05.10.2018        | 2× Platin (400.000+)                                       |
| Heroes & Villains                                        | Metro Boomin                                            | Republic Records (UMG)       | 113    | 11                  | 09.12.2022       | 30.05.2025        | Gold (100.000+)                                            |
| Happier Than Ever                                        | Billie Eilish                                           | Interscope Records (UMG)     | 113    | 1                   | 06.08.2021       | 08.08.2025        | Gold (100.000+)                                            |
| Call Off the Search                                      | Katie Melua                                             | Dramatico (RTD)              | 111    | 8                   | 19.04.2004       | 27.10.2006        | 2× Platin (400.000+)                                       |
| Only by the Night                                        | Kings of Leon                                           | RCA Records (Sony BMG)       | 110    | 16                  | 03.10.2008       | 27.04.2012        | 3× Platin (600.000+)                                       |
| 25                                                       | Adele                                                   | XL Recordings (Indigo)       | 110    | 1                   | 27.11.2015       | 24.01.2025        | 6× Platin (1.200.000+)                                     |
| Schlager-Rendezvous mit Peter Alexander                  | Peter Alexander                                         | Ariola (Ariola)              | 109    | 1                   | 15.12.1967       | 15.01.1970        | n/a                                                        |
| Funhouse                                                 | P!nk                                                    | LaFace Records (Sony BMG)    | 109    | 2                   | 07.11.2008       | 25.02.2011        | 4× Platin (800.000+)                                       |
| Die goldene Stimme aus Prag                              | Karel Gott                                              | Polydor (DG)                 | 108    | 1                   | 15.10.1968       | 15.06.1971        | Gold (250.000+)                                            |
| Greatest Hits                                            | Cat Stevens                                             | Island Records (Ariola)      | 108    | 6                   | 15.08.1975       | 15.08.1977        | 2× Platin (1.000.000+)                                     |
| The Definitive Collection                                | ABBA                                                    | Polar Music (UMG)            | 108    | 14                  | 25.02.2002       | 13.01.2006        | Platin (150.000+)                                          |
| 19                                                       | Adele                                                   | XL Recordings (Indigo)       | 108    | 15                  | 21.03.2008       | 06.09.2024        | Platin (200.000+)                                          |
| Altbau                                                   | 01099                                                   | Groove Attack (GA)           | 108    | 7                   | 01.04.2022       | 16.05.2025        | Gold (100.000+)                                            |
| Sing When You’re Winning                                 | Robbie Williams                                         | Chrysalis Records (EMI)      | 107    | 1                   | 11.09.2000       | 25.08.2003        | 3× Gold (450.000+)                                         |
| Die großen Erfolge                                       | Hildegard Knef                                          | Decca Records (Teldec)       | 106    | 10                  | 15.04.1964       | 15.05.1966        | n/a                                                        |
| Liebe                                                    | Mark Forster                                            | Four Music (Sony)            | 106    | 3                   | 23.11.2018       | 26.03.2021        | Gold (100.000+)                                            |
| Utopia                                                   | Travis Scott                                            | Epic Records (Sony)          | 106    | 2                   | 04.08.2023       | 08.08.2025        | Gold (75.000+)                                             |
| Strauß & Co.                                             | André Rieu                                              | Polydor (UMG)                | 105    | 4                   | 26.06.1995       | 18.05.1998        | Platin (500.000+)                                          |
| In Concert                                               | Die drei Tenöre & Mehta                                 | Decca Records (UMG)          | 105    | 3                   | 03.09.1990       | 16.07.2021        | Platin (500.000+)                                          |
| Use Your Illusion I                                      | Guns n’ Roses                                           | Geffen Records (MCA)         | 105    | 4                   | 30.09.1991       | 02.12.2022        | 2× Platin (1.000.000+)                                     |
| Loud                                                     | Rihanna                                                 | Def Jam Recordings (UMG)     | 105    | 2                   | 26.11.2010       | 15.08.2025        | 2× Platin (400.000+)                                       |
| Erinnern sie sich? – 50 Schlager von einst               | Die Rixdorfer Sänger, Béla Sanders & sein Tanzorchester | Philips Records (PPI)        | 104    | 8                   | 15.06.1963       | 15.11.1965        | n/a                                                        |
| Play Bach, Folge 4                                       | Jacques Loussier                                        | Decca Records (Decca)        | 104    | 5                   | 15.03.1964       | 15.02.1966        | n/a                                                        |

## Liste der Alben, die die Rangliste in der Vergangenheit anführten
- 358–548: Simone Sommerland, Karsten Glück und die Kita-Frösche – Die 30 besten Spiel- und Bewegungslieder (seit dem 19. März 2021)[2]
- 357–357: Helene Fischer – Best of Helene Fischer / Simone Sommerland, Karsten Glück und die Kita-Frösche – Die 30 besten Spiel- und Bewegungslieder (12. März 2021 bis 18. März 2021)[2]
- 353–357: Helene Fischer – Best of Helene Fischer (13. Dezember 2020 bis 11. März 2021)
- 352–352: Andrea Berg – Best Of / Helene Fischer – Best of Helene Fischer (6. Dezember 2020 bis 12. Dezember 2020)
- 330–352: Andrea Berg – Best Of (11. April 2008 bis 5. Dezember 2020)
- 329–329: Pink Floyd – Wish You Were Here / Andrea Berg – Best Of (4. April 2008 bis 10. April 2008)
- 318–329: Pink Floyd – Wish You Were Here (3. Oktober 1994 bis 3. April 2008)
- 317–317: The Beatles – 1962–1966 / Pink Floyd – Wish You Were Here (26. September 1994 bis 2. Oktober 1994)
- 312–317: The Beatles – 1962–1966 (27. Dezember 1993 bis 25. September 1994)
- 311–311: Pink Floyd – Wish You Were Here / The Beatles – 1962–1966 (20. Dezember 1993 bis 26. Dezember 1993)
- 300–311: Pink Floyd – Wish You Were Here (27. Juli 1981 bis 19. Dezember 1993)
- 299–299: The Beatles – 1962–1966 / Pink Floyd – Wish You Were Here (20. Juli 1981 bis 26. Juli 1981)
- 297–299: The Beatles – 1962–1966 (29. Januar 1979 bis 19. Juli 1981)
- 296–296: Soundtrack – My Fair Lady – Deutsche Originalaufnahme / The Beatles – 1962–1966 (15. Januar 1979 bis 28. Januar 1979)
- 104–296: Soundtrack – My Fair Lady – Deutsche Originalaufnahme (15. Juli 1962 bis 14. Januar 1979)